# Cesare Gonzaga (1476-1512)
Cesare Gonzaga (Mantova, 1476 – Bologna, settembre 1512) è stato un militare e letterato italiano.

## Biografia
Era figlio di Giampietro Gonzaga, della linea cadetta dei Gonzaga di Palazzolo. Fu armato cavaliere gerosolimitano e nel 1499 fu al servizio di Ercole I d'Este e quindi di Francesco II Gonzaga. Nel 1503 combatté per Cesare Borgia e poco dopo passò al servizio di Guidobaldo da Montefeltro, duca di Urbino, partecipando a diverse imprese militari e diventando uno degli uomini più influenti della sua corte. A Urbino divenne amico di Pietro Bembo e col cugino Baldassarre Castiglione compose una raccolta di Rime, una Silloge per Elisabetta Gonzaga e l'egloga Tirsi, dedicata anch'essa alla moglie di Guidobaldo, Elisabetta Gonzaga.
Fu tra i consiglieri del duca nel segnalare come suo successore Francesco Maria I Della Rovere e fu testimone al momento della sua adozione. Alla morte di Guidobaldo nel 1508, Cesare Gonzaga venne eletto da papa Giulio II suo ministro presso il nuovo duca di Urbino. Nel 1509 fu nominato comandante dell'esercito pontificio in Romagna nella guerra contro i veneziani. Partecipò agli assedi di Brisighella e nel 1511 all'assedio di Mirandola, a fianco del papa Giulio II. Dopo aver combattuto nel 1512 a Ravenna, assediò la città di Bologna, nella quale morì nel settembre dell'anno stesso.

## Opere
- Rime
- Silloge per Elisabetta Gonzaga
- Tirsi[1]

## Discendenza
Ebbe tre figli:
- Cesare
- Giovanni
- Camillo